# Clarksville (Texas)
Clarksville je město v okrese Red River County ve státě Texas ve Spojených státech amerických. V roce 2000 zde žilo 3 883 obyvatel. S celkovou rozlohou 7,7 km² byla hustota zalidnění 501,6 obyvatel na km².
Narodil se zde např. bývalý americký atlet a sprinter Tommie Smith.